# José María Olazábal
José María Olazábal (Fuenterrabía, 5 febbraio 1966) è un golfista spagnolo.
Ha vinto per due volte il Masters, uno dei quattro tornei Major di golf.
È stato per più di 300 settimane nella classifica dei primi dieci giocatori del mondo dell'Official World Golf Rankings e ha fatto parte della squadra europea di Ryder Cup in sette occasioni: è celebre la coppia che formava in tali occasioni con l'altro campione spagnolo Severiano Ballesteros.
In carriera ha vinto complessivamente 29 tornei, 4 Ryder Cup ed è stato capitano della vittoriosa squadra europea nel 2012.